# Amphineurus flexuosus
Amphineurus flexuosus är en tvåvingeart. Amphineurus flexuosus ingår i släktet Amphineurus och familjen småharkrankar.

## Underarter
Arten delas in i följande underarter:
- A. f. flexuosus
- A. f. minor